# 番子寮 (彰化縣)
番子寮，原寫為番仔藔，是臺灣彰化縣竹塘鄉的一個傳統地域名稱，位於該鄉南部偏東。相較於今日行政區，其範圍大致為新廣村不含北部光明路以北部分及西南部凸出部分，另外還包括雲林縣二崙鄉義庄村北部中央的濁水溪河床地帶。

## 歷史
台灣清治末期至日治初期，番子寮地區為一街庄，稱為「番仔藔庄」，隸屬於深耕堡。該庄北與內蘆竹塘庄、樹仔腳庄為鄰，東與田頭庄為鄰，南邊隔濁水溪與埔心庄、新庄仔庄為界，西邊為下溪墘庄。。
1901年（日治明治三十四年）11月，全台廢縣廳改設二十廳，該庄隸屬於彰化廳。1903年（明治三十六年）6月，該庄編入「內蘆竹塘區」，隸屬於彰化廳。1909年（明治四十二年）10月，合併二十廳為十二廳，內蘆竹塘區改隸屬於臺中廳。1920年（大正九年），廢廳、支廳、區、街庄（舊制）改設州、郡、街庄（新制）、大字，該庄改制並雅化為「番子寮」大字，隸屬於臺中州北斗郡竹塘庄。
戰後竹塘庄改制為竹塘鄉，隸屬於臺中縣，大字亦改制為村。1950年10月，中、彰、投分治，竹塘鄉改隸屬彰化縣。

## 聚落
本地區發展較早的聚落為番仔藔、洋坑厝、新庄等，在日治期初期的官方地圖上已有記載。此外，本地區尚有蚵子底聚落。

## 交通
鄉道彰127線是頂後厝至新莊的道路，其南側端點位於本地區西部邊界中央偏北的田頭堤防道路路口。由此向北北東沿邊界蜿蜒而行，經新庄聚落後至鄉道彰176線東側路口後與其共線，出境後繞彎道轉北北西，經鄉道彰176線西側路口後獨行，再轉北北東可前往竹塘東南部、竹塘與樹子腳交界地帶、樹子腳西北端、五庄子、𥕟磘、丈八斗東部的橋子頭聚落、大排沙、萬合、舊趙甲西部的頂後厝聚落並止於縣道143號路口。
鄉道彰176線（光明路）是土庫子至田頭的道路，大致以北北東—南南西走向與鄉道彰127線共線到達本地區西北角後，沿西部邊界而行，至路口轉東南獨行並入境，至番子寮聚落北側轉東南東到達本地區北部邊界後沿邊界而行，繞大彎經鄉道彰177線終點路口後轉東南續沿邊界而行，其後再轉東出境。由該道路向北北東繞彎道轉北北西至路口轉西北獨行後可前往竹塘南部、竹塘與鹿寮交界地帶並止於土庫子聚落東北郊的省道台19線路口，向東可前往田頭、路口厝地區西南部近邊界地帶並止於縣道145號路口。
鄉道彰177線是大灣至番仔寮的道路，其南側端點位於本地區北部邊界中央地帶的鄉道彰176線路口。由此向西北出境後可前往樹子腳西南端、竹塘東南部凸出部分、樹子腳北部並止於縣道152號路口。
鄉道彰179線是竹圍子至下崁頭厝的道路，大致以縱向經過本地區極東點。由該道路向北可前往田頭地區西北部、樹子腳、樹子腳與路口厝交界地帶並止於縣道152號路口，向南可前往田頭地區西部的下崁頭厝聚落並止於田頭堤防道路路口。